# Libanon i olympiska sommarspelen 1992
Libanon deltog i de olympiska sommarspelen 1992 med en trupp bestående av 12 deltagare, men ingen av landets deltagare erövrade någon medalj.

## Fäktning
Herrarnas florett
- Zahi El-Khoury
- Michel Youssef

Herrarnas värja
- Zahi El-Khoury
- Michel Youssef